# Annie Speirs
Annie Coupe Speirs (Liverpool, Merseyside, 14 de juliol de 1889 – Liverpool, 26 d'octubre de 1926) va ser una nedadora anglesa que va competir a començaments del segle xx.
El 1912 va prendre part en els Jocs Olímpics d'Estocolm, on disputà dues proves del programa de natació. En la prova dels 100 metres lliures fou cinquena en la final, a quatre dècimes de Jennie Fletcher, medalla de bronze. En la prova dels relleus 4x100 metres lliures guanyà la medalla d'or conjuntament amb les seves companyes d'equip Belle Moore, Jennie Fletcher i Irene Steer. L'equip britànic, amb un temps de 5' 52.8", va establir un nou rècord del món de la distància, superant per un ampli marge als equips alemany i austríac. El rei suec Gustau V fou l'encarregat de fer-li entrega de la medalla i els honors olímpics.